# Thiensville
Thiensville is een plaats (village) in de Amerikaanse staat Wisconsin, en valt bestuurlijk gezien onder Ozaukee County.

## Demografie
Bij de volkstelling in 2000 werd het aantal inwoners vastgesteld op 3254. In 2006 is het aantal inwoners door het United States Census Bureau geschat op 3257, een stijging van 3 (0,1%).

## Geografie
Volgens het United States Census Bureau beslaat de plaats een oppervlakte van 2,8 km², geheel bestaande uit land. Thiensville ligt op ongeveer 204 m boven zeeniveau.

## Plaatsen in de nabije omgeving
De onderstaande figuur toont nabijgelegen plaatsen in een straal van 12 km rond Thiensville.